# 809
809（八百九、はっぴゃくきゅう）は自然数、また整数において、808の次で810の前である。

## 性質
- 809は140番目の素数である。1つ前は797、次は811。
  - 約数の和は810。
- 809と811は31番目の双子素数である。1つ前は (659, 661)、次は (821, 823)。(オンライン整数列大辞典の数列 A001359・オンライン整数列大辞典の数列 A006512)
- 35番目のソフィー・ジェルマン素数である。1つ前は761、次は911。(オンライン整数列大辞典の数列 A005384)
- 95番目の陳素数である。1つ前は797、次は811。(オンライン整数列大辞典の数列 A109611)[1]
- 809 + 2 = 811, 2 × 809 + 1 = 1619 であり、n + 2 と 2n + 1 が素数になる14番目の数である。1つ前は659、次は1019。(オンライン整数列大辞典の数列 A045536)
- (809, 811), (821, 823), (827, 829) は3個の双子素数の組が連続した素数になる3番目の数である。1つ前は (179, 181), (191, 193), (197, 199)、次は (3359, 3361), (3371, 3373), (3389, 3391)。(オンライン整数列大辞典の数列 A035791)
- 6m − 1 型の素数と 6m + 1 型の素数を交互に繰り返す21個の連続する素数の最小の数である。次は3954959。

| 素数の順番 | 最小のm | 6m − 1の型の素数 | 6m + 1の型の素数 | 2番目のm       | 6m − 1の型の素数 | 6m + 1の型の素数 |
| ---------- | ------- | ---------------- | ---------------- | -------------- | ---------------- | ---------------- |
| 1～2       | 135,135 | 809              | 811              | 659160,6591610 | 3954959          | 3954961          |
| 3～4       | 137,137 | 821              | 823              | 659162,659166  | 3954971          | 3954997          |
| 5～6       | 138,138 | 827              | 829              | 659167,659168  | 3955001          | 3955009          |
| 7～8       | 140,142 | 839              | 853              | 659169,659171  | 3955013          | 3955027          |
| 9～10      | 143,143 | 857              | 859              | 659174,659178  | 3955043          | 3955069          |
| 11～12     | 144,146 | 863              | 877              | 659180,659181  | 3955079          | 3955087          |
| 13～14     | 147,147 | 881              | 883              | 659185,659186  | 3955109          | 3955117          |
| 15～16     | 148,151 | 887              | 907              | 659187,659187  | 3955121          | 3955123          |
| 17～18     | 152,153 | 911              | 919              | 659190,659190  | 3955139          | 3955141          |
| 19～20     | 155,156 | 929              | 937              | 659192,659192  | 3955151          | 3955153          |
| 21         | 157     | 941              |                  | 659193         | 3955157          |                  |

- n = 21 のときの 「6m − 1 型の素数と 6m + 1 型の素数」もしくは「6m + 1 型の素数と 6m - 1 型の素数」を交互に繰り返すn個の連続する素数の最小の数である。1つ前の20個は175573、次の22個は3954889。(オンライン整数列大辞典の数列 A289237)

- 8n + 1　の形で表せる、31番目の素数である。1つ前は769、次は857。(オンライン整数列大辞典の数列 A289237)

## その他 809 に関連すること
- 西暦809年
- 紀元前809年